# Gordon Bradley
Gordon Bradley (Easington, 23 novembre 1933 – Manassas, 29 aprile 2008) è stato un allenatore di calcio e calciatore inglese naturalizzato statunitense, di ruolo difensore.

## Biografia
Nativo dell'Inghilterra, trasferitosi dapprima in Canada e poi negli Stati Uniti d'America, divenendo anche cittadino statunitense.
Sposato con Vera, Bradley aveva due figli: Paul e Doug. Rimasto a vivere negli Stati Uniti, muore nel 2008, afflitto dalla malattia di Alzheimer.

## Carriera

### Calciatore

#### Club
Bradley si forma nello Stanley Utd, per poi passare nel 1955 al Bradford PA, club nel quale disputa due stagioni nella terza serie inglese. Nel 1957 passa al Carlisle Utd, club con cui gioca sino al 1961, la prima stagione in terza serie e le successive in quarta.
Nel 1963 si trasferisce in Canada, ove gioca nella Eastern Canada Professional Soccer League in forza al Toronto Roma ed al Toronto City.
Nel 1965 si trasferisce a New York, ove rivestì l'incarico di allenatore-giocatore dei N.Y. Ukrainians. Con gli Ukrainians vinse la National Challenge Cup, battendo nella doppia finale i Chicago Hansa.
Nel 1967 passa ai N.Y. Generals, con cui gioca l'anno seguente nella prima edizione della NASL. Con i Generals chiuse la stagione al terzo posto di Atlantic Division nella Eastern Conference.
Nel 1969 passa ai Baltimore Bays, con cui ottiene il quinto ed ultimo posto in campionato.
Ritorna a New York nel 1971 nelle vesti allenatore-giocatore dei New York Hota, con cui vinse la sua seconda National Challenge Cup, battendo in finale i San Pedro Yugoslavs.
Bradley nello stesso anno firma per i neonati N.Y. Cosmos come allenatore-giocatore. Bradley portò i Cosmos alla vittoria della lega nell'edizione 1972: dopo aver vinto la Northern Division, si aggiudica il torneo, battendo in finale, che giocò subentrando al cecoslovacco Josef Jelínek, il St. Louis Stars.
Venne sollevato dall'incarico al termine del campionato 1975, dopo un paio di stagioni deludenti. La stagione coincise anche con l'addio al calcio giocato di Bradley.

#### Nazionale
Naturalizzato statunitense, Bradley giocò un incontro con la nazionale a stelle e strisce, nell'inconsueto ruolo di allenatore-giocatore.

### Allenatore
Dal 1971 al 1975 fu allenatore-giocatore dei Cosmos, tornando a guidare il club newyorchese quando l'allenatore che lo aveva sostituito, Ken Furphy, fu a sua volta sollevato dall'incarico. Rimase sulla panchina dei Cosmos sino alla stagione seguente, venendo sostituito a campionato in corso da Eddie Firmani.
Dall'ottobre 1973 fino alla fine dello stesso anno divenne allenatore della nazionale statunitense, perdendo tutti e cinque gli incontri amichevoli che la rappresentativa nordamericana disputò sotto la sua guida.
Dal 1978 al 1980 è alla dei guida Washington Diplomats, club con cui raggiunge per tre anni consecutivi gli ottavi del torneo. Nello stesso periodo riveste l'incarico di vice-presidente dei Diplomats.
Dal 1985 al 2000 allena i Patriots, rappresentativa calcistica della George Mason University. Nel 1996 è stato inserito nella National Soccer Hall of Fame. come operatore.

## Statistiche

### Cronologia presenze e reti in Nazionale
| Cronologia completa delle presenze e delle reti in nazionale ― Stati Uniti | Cronologia completa delle presenze e delle reti in nazionale ― Stati Uniti | Cronologia completa delle presenze e delle reti in nazionale ― Stati Uniti | Cronologia completa delle presenze e delle reti in nazionale ― Stati Uniti | Cronologia completa delle presenze e delle reti in nazionale ― Stati Uniti | Cronologia completa delle presenze e delle reti in nazionale ― Stati Uniti | Cronologia completa delle presenze e delle reti in nazionale ― Stati Uniti | Cronologia completa delle presenze e delle reti in nazionale ― Stati Uniti |
| Data                                                                       | Città                                                                      | In casa                                                                    | Risultato                                                                  | Ospiti                                                                     | Competizione                                                               | Reti                                                                       | Note                                                                       |
| -------------------------------------------------------------------------- | -------------------------------------------------------------------------- | -------------------------------------------------------------------------- | -------------------------------------------------------------------------- | -------------------------------------------------------------------------- | -------------------------------------------------------------------------- | -------------------------------------------------------------------------- | -------------------------------------------------------------------------- |
| 15-11-1973                                                                 | Be'er Sheva                                                                | Israele                                                                    | 2 – 0                                                                      | Stati Uniti                                                                | Amichevole                                                                 | -                                                                          |                                                                            |
| Totale                                                                     |                                                                            | Presenze                                                                   | 1                                                                          |                                                                            | Reti                                                                       | 0                                                                          |                                                                            |

## Palmarès
- National Challenge Cup: 2

New York Ukrainians: 1965
New York Hota: 1971
- Campionato NASL: 1

New York Cosmos: 1972